# Digonogastra meridensis
Digonogastra meridensis is een insect dat behoort tot de orde vliesvleugeligen (Hymenoptera) en de familie van de schildwespen (Braconidae). De wetenschappelijke naam van de soort werd voor het eerst geldig gepubliceerd door de Hongaarse entomoloog Gyözö Viktor Szépligeti in 1901.